# Бірлік (Курчумський район)
Бірлі́к (каз. Бірлік) — село у складі Курчумського району Східноказахстанської області Казахстану. Входить до складу Сариоленського сільського округу.
Населення — 297 осіб (2021; 471 у 2009, 618 у 1999, 779 у 1989).
Національний склад станом на 1989 рік:
- казахи — 100 %

До 2009 року село називалось Вознесеновка, у радянські часи мало також назву Вознесенка.